# فريدريك سترومبرغ
فريدريك سترومبرغ (بالسويدية: Fredrik Strömberg)‏ هو صحفي سويدي، ولد في 14 يوليو 1968.